# Флаг Сиккима
Флагом Сиккима обычно называют флаг княжества Сикким, официально употреблявшийся с 1967 по 1975 год. Это белое полотнище с красной окантовкой и жёлтым колесом Дхармы — хорло в центре.

## История
До 1967 года окантовка была многоцветной и узорчатой, а на флаге изображались, с колесом Дхармы в центре, другие буддийские символы меньшего размера; число и состав этих символов менялся со временем. В 1967 году флаг был упрощён, так как имелись трудности с его воспроизведением.
С отменой монархии и присоединением Сиккима к Индии в 1975 году флаг потерял свой официальный статус, однако изредка продолжает использоваться неофициально.
Пришедшая к власти в штате Сикким в 1994 году партия Демократический фронт Сиккима, состоящая в первую очередь из этнических непальцев, использует в качестве национального флага Сиккима сине-жёлто-красный триколор, ранее служивший флагом этой партии. Этот флаг не является официальным в Республике Индия.